# Lengua construida

La bandera conlang, un símbolo del lenguaje creado por los suscriptores de la lista de correo Conlang, que representa la torre de Babel en contra de un sol naciente.

Una lengua construida (también llamada idioma artificial o conlang) es un idioma que ha sido total o parcialmente construido, planeado o diseñado por seres humanos a partir del estudio de las lenguas naturales. Los lenguajes de programación son lenguajes formales y no son considerados lenguas construidas porque no son idiomas; tampoco se considera lengua construida la evolución histórica y, por lo tanto, no planeada conscientemente de cualquier lengua natural.
Las motivaciones que impulsan el surgimiento de estas lenguas no naturales son básicamente dos:
- Racionalizar la comunicación humana mediante lenguas perfeccionadas en aspectos donde las lenguas naturales son ambiguas, plagadas de excepciones, desacordes con la lógica, irregulares, etcétera. Tras este objetivo se hallan lenguas construidas como el lojban, estructurado sobre la lógica de predicados. Dentro de esta racionalización también se inscribe la búsqueda de lenguas auxiliares aptas para la comunicación internacional, como es el caso del esperanto y de interlingua. Algunas veces se persigue la neutralidad cultural de las lenguas auxiliares, como es el caso del lojban, o del romance neolatino.[3]

- Motivos estéticos, artísticos o lúdicos. En este apartado se inscriben lenguas como el simlish de los Sims, las desarrolladas por J. R. R. Tolkien para sus sagas épicas de ficción literaria, como el quenya, el sindarin o el idioma na'vi, creado por el lingüista estadounidense Paul Frommer como idioma vernáculo de la raza na'vi en el universo de la película Avatar (de 2009).[4]

## Clasificación de las lenguas construidas
La mayor parte de las lenguas construidas pueden dividirse en tres grupos:
- Lenguas artísticas o ficcionales, creadas con propósitos estéticos o de entretenimiento.

- Lenguas auxiliares, que pretenden la comunicación entre personas.
- Lenguas experimentales, las cuales pueden ser filosóficas o lógicas.[5]

Una clasificación más detallada incluye varios factores, tales como la intención de su uso, el propósito de su creación y el origen del vocabulario y de la gramática.[cita requerida]

### Por la intención de su uso
Las lenguas construidas pueden dividirse en dos grandes grupos según la intención de su uso: lenguas auxiliares y lenguas artísticas. Las primeras buscan ser un medio de comunicación real entre seres humanos, mientras que hablan las últimas personajes ficticios surgidos de la imaginación o de la obra del autor de la lengua sin pretender que la hablen personas reales.
Estos propósitos pueden subdividirse:
- Para que las hablen seres humanos reales (auxiliares)
  - Lenguas propiamente auxiliares o auxilenguas (auxlangs como anglicismo)
    - Lenguas auxiliares zonales (por ejemplo, intereslavo, romance neolatino, folkspraak)
    - Lenguas auxiliares universales (por ejemplo, esperanto, interlingua, volapük)

  - Lenguas experimentales
    - Lenguas lógicas (por ejemplo, lojban y loglan)
    - Lenguas filosóficas (por ejemplo, toki pona, láadan)

  - Lenguas privadas
    - Criptolenguas (por ejemplo, lingua ignota o enoquiano)

  - Lenguas artísticas
    - Lenguas creadas con propósitos estéticos, artísticos, etcétera.

  - Lenguas ficcionales
    - Lenguas ficcionales humanas (por ejemplo, sindarin, klingon, na'vi)[7]

### Por el propósito de su creación
Inventar una lengua puede tener propósitos utilitarios o creativos. Entre los propósitos utilitarios se encuentran el propósito de la comunicación universal, la exploración de formas de comunicación, los lenguajes secretos, la ambientación de un escenario de ficción, etc. Entre los propósitos creativos, aquellos inmersos dentro de una creación mayor (por ejemplo, las lenguas de la Tierra Media como el quenya, de J. R. R. Tolkien) o aquellos que existen per se.
Otro buen número de lenguas ficcionales las crearon lingüistas aficionados, lo cual ha servido tanto de entretenimiento como una manera de comprender ciertos aspectos de la teoría lingüística.
Si bien las lenguas auxiliares suelen tener un propósito utilitario y los idiomas ficticios acostumbran tener un propósito creativo, esta relación dista de ser unívoca, pues una lengua auxiliar puede provenir de la intención creativa del autor.
Una diferencia entre el idioma klingon, creado por Marc Okrand para el universo de Star Trek, y el sindarin, creado por J. R. R. Tolkien para el universo de la Tierra Media, es que el primero tiene un propósito utilitario, ya que los productores querían una lengua original y diferente para los klingons, mientras que Tolkien inventó sus lenguas, características de la Tierra Media, para ambientar sus lenguajes, tal como lo describe en su carta El vicio secreto. Esto no demerita la posible calidad artística de la obra de Okrand ni minimiza la creatividad que desarrolló en su obra.
En el Festival de la Canción de Eurovisión se ha llegado a usar tres veces un idioma artificial. Dos veces, los usó Bélgica (en 2003 y 2008) aunque de distinto «idioma», nunca teniendo un vocabulario desarrollado y solo utilizado en la canción, poniendo en duda algún significado concreto o traducción a algún idioma. Lo mismo sucedió con los Países Bajos en 2006.
Las lenguas auxiliares parten de un problema, que puede resolverse mediante un idioma diseñado para ese propósito, mientras que los idiomas ficticios surgen de la inquietud de su creador.

### Por su origen
Las lenguas artificiales suelen dividirse en dos tipos, según el origen de su vocabulario o su gramática: lenguas a priori y lenguas ''a posteriori''. Una lengua a priori es aquella cuya gramática o vocabulario se crean o se inventan sin referencia a ninguna lengua natural. Una lengua a posteriori es aquella cuya gramática y vocabulario se derivan de una o de varias lenguas existentes. Esta categorización, sin embargo, no es absoluta, ya que muchas lenguas construidas pueden denominarse a priori cuando se tienen en cuenta algunos factores lingüísticos y, al mismo tiempo, a posteriori cuando se consideran otros factores.

#### Ejemplos de lenguas artificialesa priori

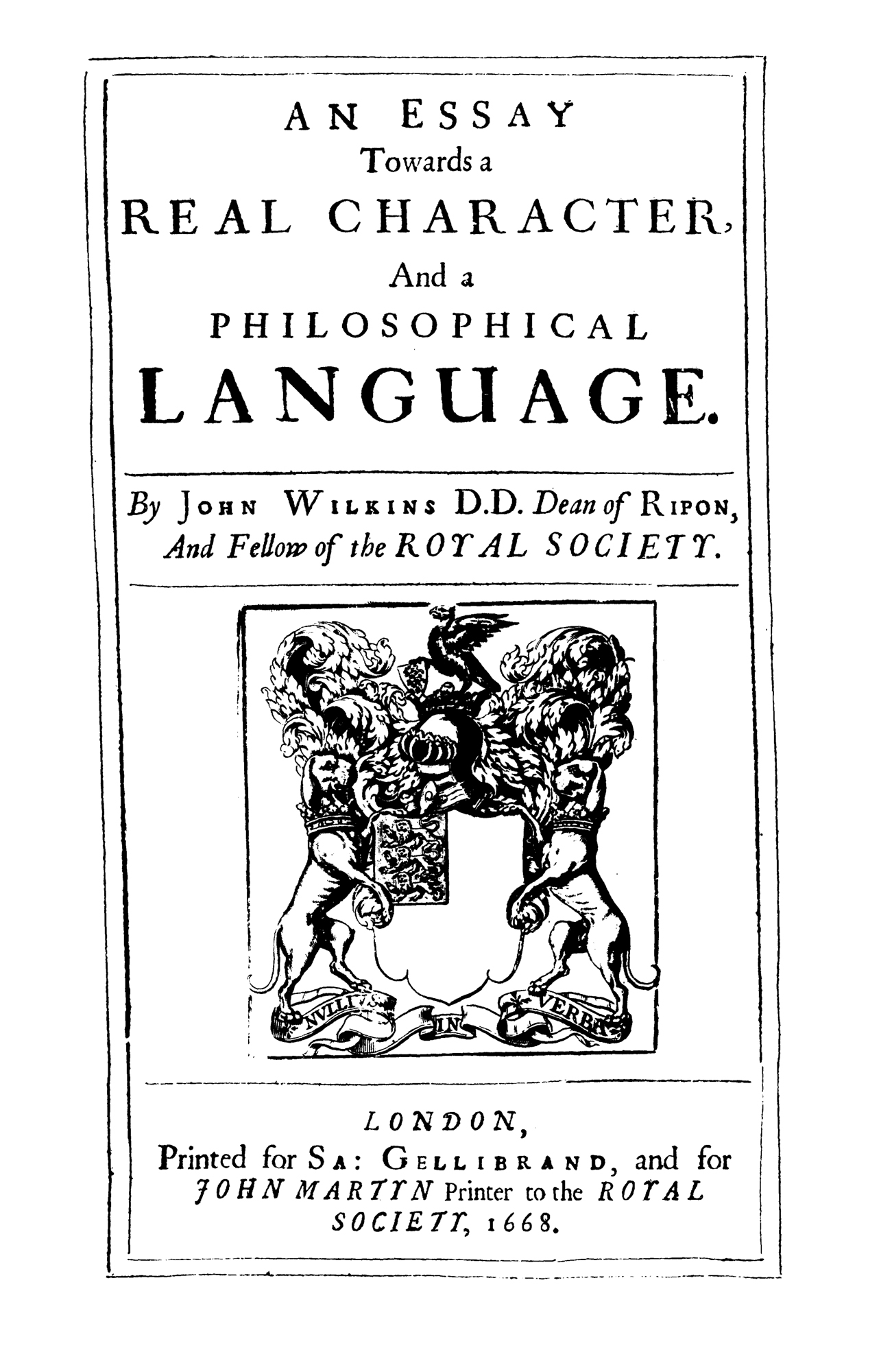
An essay towards a real character, and a philosophical language (Ensayo para un carácter real, y una lengua filosófica), de John Wilkins.

El lojban es una lengua con gramática y vocabulario a priori, pues si bien sus morfemas básicos proceden de elementos comunes o combinados de los cinco idiomas más hablados (chino, inglés, español, hindi y árabe), estos se reconstruyen según las normas fonéticas y gramaticales que se prescriben. Esto, junto con el hecho de que su gramática busca parecerse a la lógica simbólica, es completamente apriorístico.
La lengua universal de Sotos Ochando también es un idioma a priori y lo mismo diversos intentos de lenguas filosóficas, como los de John Wilkins (Essay towards a Real Character, and a Philosophical Language, de 1668) y de George Dalgarno (Ars Signorum, de 1661).
Algunas lenguas auxiliares internacionales se han construido "a priori". Es el caso de solresol, creado en 1862 por el francés François Sudre, y de kotava, creado en 1978 por Staren Fetcey.

#### Ejemplos de lenguasa posteriori
Las lenguas a posteriori se pueden clasificar en esquemáticas y naturalistas. Esquemáticas son las que toman los elementos básicos de la lengua desde las lenguas naturales y se regularizan según un esquema predeterminado. Son naturalistas cuando tratan de no ser muy diferentes a las lenguas naturales, sobre todo en su vocabulario, sino algo similar para facilitar su entendimiento rápido, aun sacrificando en parte la regularidad.
El proceso de selección de vocabulario puede ser más o menos sistemático. La interlingua de IALA utiliza un proceso sistemático de selección basado en cuatro lenguas básicas y dos lenguas de control. Se adopta toda palabra común a por lo menos tres de los idiomas básicos: español, francés, inglés e italiano y si solo es común a dos de estos idiomas, toma el alemán y el ruso como control para decidir qué palabra adoptar.
El esperanto es también una lengua a posteriori a pesar de no tener un sistema mecánico para seleccionar el vocabulario y de que contiene varios elementos inventados o a priori.
El pierciscano es un idioma creado en 2013 que tiene el objetivo de servir como medio de comunicación entre los países de lenguas romances sin necesidad de usar el inglés.
Entre las lenguas ficcionales y ficticias existen también dos tipos de lenguas a posteriori.
Del primer grupo es ejemplo Tolkien, quien definió una familia de lenguas partiendo de una lengua madre (a priori) y derivando lenguas hijas utilizando procesos de derivación similares a los naturales. Estas lenguas derivadas son por ello a posteriori. Este proceso de derivación se ha aplicado a lenguas existentes para crear «idiomas del futuro» o lenguas ficcionales, como el brithenig, que sería la lengua que hablarían en el oeste de Inglaterra si el latín hubiese sobrevivido hasta nuestros días.
Ejemplo del otro tipo de lenguas ficcionales a posteriori es el recurso utilizado en La Guerra de las Galaxias, que consiste en usar elementos de gramática y vocabulario de lenguas indígenas poco conocidas para después combinarlos en formas poco reconocibles.
Un tipo especial de lenguas a posteriori son las lenguas controladas, que son adaptaciones de idiomas naturales buscando una gramática simple y un vocabulario reducido para permitir que más personas, que no sean hablantes nativos del idioma base, puedan con poco estudio leer o escuchar textos en la lengua controlada, como por ejemplo el inglés básico. Otro ejemplo es el anglo rom una lengua recientemente inventada cuyo vocabulario se construye partiendo de las raíces del latín y que se rige por solo 19 reglas.

## Características lingüísticas
Las lenguas naturales suelen clasificarse según criterios filogenéticos y tipológicos.
El primero de estos, el filogenético, no se aplica generalmente a las lenguas artificiales por tratarse de creaciones humanas deliberadas y no derivar estas lenguas de ningún ancestro o protolengua común, pero en ocasiones las lenguas artificiales se crean muy deliberadamente como evoluciones de un ancestro construido y, en ese caso, sí que podría aplicarse el criterio filogenético o método comparativo.
El segundo, el criterio tipológico, por el contrario, siempre es perfectamente aplicable a todas las lenguas artificiales. En ese sentido las lenguas construidas son prácticamente tan variadas como las lenguas naturales, aunque en muchas de ellas han predominado los rasgos tipológicos de las lenguas europeas e indoeuropeas, como sucede en el volapük (1879), el esperanto (1887), el latino sine flexione (1903), etc. Otras lenguas construidas de éxito como el klingon, uno de cuyos creadores, Marc Okrand, trabajó sobre el idioma mutsun lengua indígena de California de la familia uti, parece tener características reminiscentes de esa lengua indígena.

## Propiedad de lenguas construidas
Es controvertida la cuestión de si una lengua construida puede o no ser propiedad o estar protegida por las leyes de propiedad intelectual, o si incluso sería posible hacer cumplir esas leyes.
En una demanda de 2015, CBS y Paramount Pictures impugnaron un proyecto de película de fanes llamado Axanar afirmando que el proyecto infringía su propiedad intelectual, que incluía la lengua klingon, entre otros elementos creativos. Durante la controversia, Marc Okrand, el diseñador original de la lengua, expresó sus dudas sobre si las reclamaciones de propiedad de Paramount eran válidas.
David J. Peterson, lingüista creador de varias lenguas construidas muy conocidas, como el valyrio y el dothraki, defendió una opinión similar: "Teóricamente, cualquiera puede publicar cualquier cosa utilizando cualquier lengua que yo haya creado y, en mi opinión, ni yo ni nadie debería poder hacer nada al respecto"
Sin embargo, Peterson también expresó su preocupación por la posibilidad de que los respectivos titulares de los derechos, independientemente de si su titularidad es legítima o no, demanden a las personas que publiquen material en dichas lenguas, especialmente si el autor puede beneficiarse de dicho material.
Además, en la plataforma de aprendizaje de idiomas Duolingo se ha publicado material didáctico completo sobre lenguas construidas como el alto valyrio y el klingon, de libre acceso, pero esos cursos están autorizados por los respectivos titulares de los derechos de autor. Dado que hasta ahora sólo se han producido unos pocos litigios de este tipo, el consenso jurídico sobre la propiedad de las lenguas sigue siendo incierto.
El Centro Aborigen de Tasmania reclama la propiedad de Palawa kani, un intento de reconstrucción compuesta de hasta una docena de lenguas indígenas extintas de Tasmania y ha pedido a Wikipedia que elimine su página sobre el proyecto. Sin embargo, esta reclamación carece de respaldo legal.